# Yicaris
Yicaris ist der älteste bekannte Vertreter der „modernen“ Krebstiere (Eucrustacea). Das von Forschern der Universität Ulm in Zusammenarbeit mit der Yunnan-Universität und der Universität Leicester 2007 identifizierte Fossil lebte vor etwa 520 Millionen Jahren, im Unteren Kambrium, auf dem Gebiet der heutigen chinesischen Provinz Yunnan am Rand eines Meeres. Das Tier war vermutlich nur wenige Millimeter groß.
Während andere, ausgestorbene Krebstiergruppen aus dem Unterkambrium schon bekannt waren, waren Vertreter der Eucrustacea, zu denen mit Ausnahme der Remipedia alle heute lebenden Krebstiere gehören, bisher frühestens in Schichten des oberen Mittel- bis Oberkambriums gefunden worden.
Die Forscher begründen die Zuordnung zu den Eucrustacea mit den mit Epipoditen versehenen Extremitäten, bei denen sie Ähnlichkeiten mit den Cephalocarida, Branchiopoda und Copepoda konstatierten. Einige Forscher sehen in Epipoditen auch die Vorläufer der Insektenflügel.
Die wissenschaftliche Bezeichnung leitet sich vom chinesischen Volk der Yi ab, welches in der Gegend lebt; dianensis bezieht sich auf Dian (滇,  Diān), ein ehemaliges Königreich im Gebiet der chinesischen Provinz Yunnan, in dem der Fundort des Materials liegt.